# August Wilhelm Bernhardt von Uechtritz

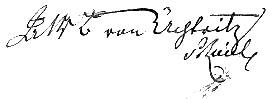
Unterschrift von August Wilhelm Bernhardt von Uechtritz, 1790

August Wilhelm Bernhardt von Uechtritz (* 16. August 1752 in Borna; † 1800) war ein kursächsischer Offizier, Adelsgenealoge und Autor.

## Leben
August Wilhelm Bernhardt entstammte dem sächsischen Adelsgeschlecht von Uechtritz. Seine Eltern waren der königlich-polnische und kursächsische Amtshauptmann zu Spansdorf und Medewitzsch Wolf Rudolph von Uechtritz (1714–1771) und Johanne Christiane von Einsiedel († 1757).
1787 stand er im Rang eines Premierleutnants im Regiment Reitzenstein, muss aber später in den Rang eines Hauptmanns avanciert sein. Als Adelsgenealoge setzte er sich in Leipzig als Wirkungs- und Publikationsort mit den in Sachsen grundgesessenen Geschlechtern auseinander. Hierbei baute er im Wesentlichen auf Vorarbeiten von Valentin König auf.

## Werk
- Kurze Abhandlung aus dem Völkerrechte von Durchsuchung der Schiffe neutraler Völkerschaften, Digitalisat
- Geschlechts-Erzählung derer in Sachsen florirenden Adeligen Familien, Leipzig 1787 Rezension, Digitalisat
- Diplomatische Nachrichten adeliche Familien betreffend, 5 Bände, Intelligenz-Comptoir, Leipzig 1790–1793 Inhaltsverzeichnis und Digitalisat
- Diplomatische Nachrichten adelicher Familien... 6. Theil, Böttger Buchhandlung, Leipzig 1793. Digitalisat